# 義真
義真，（天応元年（781年） - 天長10年7月4日（833年8月26日）），俗性丸子連或稱丸子部，大伴氏，相模国出身，平安時代前期的天台宗僧侶，又被稱為修禅大師，為第一代天台座主。

## 生平

### 求學
在奈良興福寺師事法相和尚，受戒於鑑真和尚的弟子，並從其學習中国語。最後，師事於最澄和尚。

### 渡唐
延曆23年（804年），作為中国語的通譯，並跟隨最澄和尚渡海前往唐朝，和最澄同樣受道邃的圓頓戒、受順曉的密教付法後回日本。

### 比叡山大乗戒壇授戒的伝戒師
822年（弘仁13年），最澄圓寂後，成為比叡山大乘戒壇最初的授戒傳戒師。

### 天台座主
824年（天長元年），就任初代天台座主，832年（天長9年），成為天台宗僧人最初的維摩會講師。

## 著書
有「天台法華宗義集」。